# Edward Cecil Harris
Edward Cecil Harris - współczesny archeolog brytyjski, znany dzięki dokonanemu przez niego wynalazkowi systemu graficznej prezentacji stratygrafii stanowisk archeologicznych.
Harris, urodzony i wychowany na Bermudach, studiował archeologię w Stanach Zjednoczonych i Anglii, a po ukończeniu studiów brał udział w wykopaliskach archeologicznych na wielowarstwowych stanowiskach archeologicznych z okresu wczesnego średniowiecza w Bergen w Norwegii i w Winchester w Anglii. Tu zetknął się z problemem konieczności prezentacji graficznej skomplikowanych układów stratygraficznych, obejmujących niekiedy tysiące indywidualnych jednostek stratygraficznych. Wynaleziony przez niego sposób, nazwany Macierzą Harrisa (Harris Matrix) - niezwykle prosty i intuicyjny, od ponad 30 lat używany jest przez wszystkich archeologów na świecie, którzy prowadzą wykopaliska stratygraficzne.
W 1979 r. opublikował książkę "Principles of archaeological stratigraphy" (Zasady stratygrafii archeologicznej), która przełożona została na pięć języków (w tym dwukrotnie wydana została po polsku). W książce tej nie tylko przedstawił sposób tworzenia Macierzy Harrisa, ale usystematyzował także całą dotychczasową wiedzę na temat stratygrafii stanowisk archeologicznych.
Po powrocie na Bermudy Harris został dyrektorem Muzeum Morskiego. Prowadził tu wieloletnie badania archeologiczne i historyczne dotyczące fortyfikacji wyspy, uwieńczone publikacją "Bermuda Forts 1612-1957", wydaną w roku 1997.
W związku z promocją swojej książki odwiedził Polskę w roku 1989, wygłaszając wykłady w Warszawie i w Poznaniu.